# 九斿增六
HD 29613，又名BD-14 936，SAO 149797、HR 1487，是一颗波江座的恒星，视星等为5.45，位于銀經211.52，銀緯-35.66，其B1900.0坐标为赤經4h 34m 43.7s，赤緯-14° -35.66′ 11″。